# Stephanie Grafová
Stephanie Grafová (* 26. dubna 1973, Klagenfurt) je bývalá rakouská atletka, běžkyně na střední tratě. Její specializací byl běh na 800 metrů.

## Kariéra
Jejím prvním větším úspěchem bylo páté místo na halovém ME 1996 ve Stockholmu. V roce 1998 doběhla ve finále mistrovství Evropy v Budapešti třetí. O rok později skončila šestá na halovém MS v Maebaši. Na mistrovství světa 1999 v Seville se umístila ve finále na sedmém místě v čase 1:57,92. Titul mistryně světa tehdy získala česká běžkyně Ludmila Formanová. V roce 2000 se stala v belgickém Gentu halovou mistryní Evropy. Na letních olympijských hrách 2000 v australském Sydney získala stříbrnou medaili, když v cíli prohrála jen s mosambickou běžkyní Marii Mutolaovou.
Úspěšný pro rakouskou atletku byl i rok 2001, kdy získala stříbrnou medaili na halovém mistrovství světa v Lisabonu i na mistrovství světa v kanadském Edmontonu. V obou případech byla lepší jen Maria Mutolaová. Stříbro v novém osobním rekordu 1:55,85 získala o rok později na halovém ME, které se konalo ve Vídni. Tento čas je zároveň dosud druhým nejlepším v celé historii. Lepší čas na osmistovce v hale předvedla jen Slovinka Jolanda Čeplaková (1:55,82), která tento čas zaběhla rovněž na HME ve Vídni.
V červenci roku 2002 se podrobila operaci, při které ji byl odstraněn třícentimetrový nezhoubný nádor mezi sedacím nervem a pravým kyčelním kloubem. Jednu ze svých posledních medailí vybojovala v roce 2003 na halovém MS v Birminghamu, kde si doběhla pro stříbro. Atletickou kariéru ukončila v roce 2004.

## Domácí tituly
- 400 m (hala) - (5x - 1996, 1997, 1999, 2000, 2001)
- 400 m (venku) - (5x - 1997, 1998, 1999, 2000, 2003)
- 800 m (hala) - (5x - 1995, 1996, 1997, 1998, 2003)
- 800 m (venku) - (4x - 1994, 1995, 1996, 1997)